# Торранс, Алекс Ф.
Не путать с другим шотландским кёрлингистом Алекс А. Торранс.
А́лекс Ф. То́рранс (англ. Alex F. Torrance; род. 1933) — шотландский кёрлингист и тренер по кёрлингу.
В составе мужской сборной Шотландии участник четырёх чемпионатов мира (лучший результат — серебряные призёры в 1964). Четырёхкратный чемпион Шотландии среди мужчин.
Играл на позиции четвёртого, был скипом команды.
В 1986–1987 был президентом Ассоциации кёрлинга Шотландии (англ. Royal Caledonian Curling Club, Scottish Curling Association).

## Достижения
- Чемпионат мира по кёрлингу среди мужчин: серебро (1964).
- Чемпионат Шотландии по кёрлингу среди мужчин: золото (1964, 1972, 1973, 1975).

## Команды
| Сезон   | Четвёртый        | Третий           | Второй          | Первый         | Турниры                      |
| ------- | ---------------- | ---------------- | --------------- | -------------- | ---------------------------- |
| 1963—64 | Алекс Ф. Торранс | Алекс А. Торранс | Роберт Киркленд | Джимми Уодделл | ЧШМ 1964 · ЧМ 1964           |
| 1964—65 | Алекс Ф. Торранс | Алекс А. Торранс | Роберт Киркленд | Джимми Уодделл | [ 5 ]                        |
| 1966—67 | Алекс Ф. Торранс | Алекс А. Торранс | Роберт Киркленд | Джимми Уодделл | [ 5 ]                        |
| 1967—68 | Алекс Ф. Торранс | Алекс А. Торранс | Роберт Киркленд | Джимми Уодделл | [ 5 ]                        |
| 1971—72 | Алекс Ф. Торранс | Алекс А. Торранс | Роберт Киркленд | Джимми Уодделл | ЧШМ 1972 · ЧМ 1972 (4 место) |
| 1972—73 | Алекс Ф. Торранс | Алекс А. Торранс | Том Макгрегор   | Уилли Керр     | ЧШМ 1973 · ЧМ 1973 (4 место) |
| 1974—75 | Алекс Ф. Торранс | Алекс А. Торранс | Том Макгрегор   | Уилли Керр     | ЧШМ 1975 · ЧМ 1975 (5 место) |

(скипы выделены полужирным шрифтом)

## Результаты как тренера национальных сборных
| Год  | Турнир                                       | Сборная             | Место |
| ---- | -------------------------------------------- | ------------------- | ----- |
| 1986 | Чемпионат мира по кёрлингу среди мужчин 1986 | Шотландия (мужчины) | 2     |
| 1997 | Чемпионат Европы по кёрлингу 1997            | Шотландия (мужчины) | 3     |
| 1999 | Чемпионат мира по кёрлингу среди женщин 1999 | Шотландия (женщины) | 10    |

## Частная жизнь
Алекс Ф. Торранс и другие члены команды 1964 года, включая и третьего команды, его кузена Алекса А. Торранса, были фермерами в округе города Гамильтон.